# Aulacorhynchus coeruleicinctis
Aulacorhynchus coeruleicinctis е вид птица от семейство Туканови (Ramphastidae).

## Разпространение
Видът е разпространен в Боливия и Перу.